# 拓洋興業
株式会社拓洋興業（たくようこうぎょう、英: TAKUYO CO.,LTD.）は、東京都江東区に本社を置く日本の港湾土木建設会社。「TAKUYO」のブランド名にてコンピューターゲーム開発も行っている。

## ゲーム作品(発売予定)

### Windows
- WizDiary PJ(仮)<発売予定日未定>

## ゲーム作品(SNS配信予定)
- 戦国奇譚 宵闇姫(仮)<配信予定日未定>

## ゲーム作品(発売済み)

### PlayStation
- 怪盗アプリコット

### PlayStation 2
- étude prologue 〜揺れ動く心のかたち〜 PS2版
- 怪盗アプリコット 完全版
- カエル畑DEつかまえて☆彡
- カエル畑DEつかまえて・夏 千木良参戦!
- すぃ〜とし〜ずん
- ソラユメ
- TAKUYO Mix Box 〜ファーストアニバーサリー〜
- Cherryblossom〜チェリーブロッサム〜
- 鳥篭の向こうがわ
- ひめひび -Princess Days-
- ひめひび -New Princess Days!!- 続! 二学期
- Panic Palette
- for Symphony〜with all one's heart〜
- Fragrance Tale
- ぷらすぷらむ2
- 星色のおくりもの
- ほしがりエンプーサ
- MEDICAL91
- 雪語り リニューアル版
- Little Aid

### PlayStation Portable
- étude prologue 〜揺れ動く心のかたち〜 ポータブル
- 怪盗アプリコット ポータブル
- カエル畑DEつかまえて☆彡 ポータブル
- カエル畑DEつかまえて・夏 千木良参戦! ぽーたぶる
- 神さまと恋ゴコロ
- 月影の鎖 -錯乱パラノイア-
- 月影の鎖 -狂爛モラトリアム-
- 死神と少女
- ソラユメ portable
- Cherryblossom〜チェリーブロッサム〜Portable
- ひめひび -Princess Days- ぽーたぶる
- ひめひび -New Princess Days!!- 続! 二学期 ぽーたぶる
- PanicPalette Portable
- for Symphony ポータブル
- ぷらすぷらむ2
- 星色のおくりもの portable
- ほしがりエンプーサ portable
- MEDICAL91 ポータブル
- 楽園男子
- LittleAid

### PlayStation Vita
- カエル畑DEつかまえて☆彡
- カエル畑DEつかまえて・夏 千木良参戦!
- Cafe Cuillere ～カフェ キュイエール～
- 神さまと恋ゴコロ
- 月影の鎖 -錯乱パラノイア-
- 月影の鎖 -狂爛モラトリアム-
- 死神と少女
- SWEET CLOWN ～午前三時のオカシな道化師～
- ソラユメ
- Panic Palette ～パニック パレット～
- ひめひび 1学期 -Princess Days-
- ひめひび 続!二学期-New Princess Days!!-

### Nintendo Switch
- カエル畑DEつかまえて☆彡
- カエル畑DEつかまえて・夏 千木良参戦!
- 神さまと恋ゴコロ
- 月影の鎖 -錯乱パラノイア-
- 月影の鎖 -狂爛モラトリアム-
- 恋の花咲く百花園
- 死神と少女
- SWEET CLOWN ～午前三時のオカシな道化師～
- DistortedCode ―生者の残り香―
- PanicPalette ～パニックパレット～
- ひめひび -Princess Days-
- ひめひび -New Princess Days!!- 続! 二学期
- ひめひび Another Princess Days ～ White or Black ～
- Money Parasite ～嘘つきな女～

### Windows
- étude prologue 〜揺れ動く心のかたち〜
- étude prologueアクセサリーディスク
- 怪盗アプリコット
- 怪盗アプリコット 完全版
- Cherryblossom〜チェリーブロッサム〜
- for Symphony〜with all one's heart〜
- Fragrance Tale
- Fragrance Taleボイスコレクション
- ほしがりエンプーサ
- MEDICAL91
- 雪語り リニューアル版
- LittleAid

### ドリームキャスト
- 怪盗アプリコット
- すぃ〜とし〜ずん
- Cherryblossom〜チェリーブロッサム〜
- ねっと DE ぱら
- for Symphony〜with all one's heart〜
- Fragrance Tale
- ぷらすぷらむ
- 雪語り

### Xbox
- ぷらすぷらむ2
- マジデスファイト!

### セガサターン
- étude prologue〜揺れ動く心のかたち〜